# Bobby Breiter
Robert „Bobby” Breiter (Lausanne, 1909. március 28. – Lausanne, 1985. november 19.) olimpiai és világbajnoki bronzérmes, Európa-bajnoki ezüstérmes, nemzeti bajnok svájci jégkorongozó.
Az 1928. évi téli olimpiai játékokon a svájci válogatottal vett részt a jégkorongtornán. Az első mérkőzésen Ausztria ellen 4–4-et játszottak, majd a németeket verték 1–0-ra. Így a csoportban az első helyen bejutottak a négyes döntőbe, ahol először elverték a briteket 4–0-ra, majd kikaptak a svédektől 4–0 és a kanadaiaktól 13–0-ra. Ezek után a bronzérmesek lettek. Ez az olimpia egyben Európa- és világbajnokság is volt, így Európa-bajnoki ezüstérmesek és világbajnoki bronzérmesek is lettek.
Klubcsapata a svájci EHC Sankt-Moritz volt 1926 és 1933 között. 1928-ban svájci bajnok volt. 1933–1934-ben egy évre a GG Bern játékosa lett majd a szezon végén visszavonult.
Az 1929-es jégkorong-Európa-bajnokság is játszott a svájci válogatottban. Érmet nem szerzett.
Pályafutása során arról volt nevezetes, hogy szemüvegben játszott.
Visszavonulás után ügyvédként dolgozott.